# Llamada universal a la santidad
La llamada universal a la santidad es una enseñanza de la Iglesia Católica según la cual todas las personas están llamadas a ser santas, y se basa en Mateo 5:48: Sed, pues, vosotros perfectos, como vuestro Padre celestial es perfecto. En el primer libro de la Biblia, la llamada a la santidad se expresa en las palabras del Señor a Abraham: Camina delante de mí, y sé irreprensible.

## Historia
La cruz universal a la santidad ha sido siempre un fundamento de la Iglesia y está arraigada en su misión de llevar a los pecadores y elevarlos de su natural pecaminosa a santos para la gloria y la perfección de Jesucristo. Porque Dios no nos trata por nuestra virtud o bondad, sino por su infinita misericordia y designio de salvación de todos los hogares. Así es como lo enseña el breviario Introducción a la vida devota de Francisco de Sales. Escrita en el siglo XVII, describe un método para abordar la santidad en la vida cotidiana.

## Descripción
El capítulo V de la Constitución dogmática sobre la Iglesia, Lumen gentium trata de la llamada universal a la santidad:
 ...todos los fieles de Cristo, de cualquier rango o condición, están llamados a la plenitud de la vida cristiana y a la perfección de la caridad; ...Deben seguir sus huellas y conformarse a su imagen buscando en todo la voluntad del Padre. Deben consagrarse con todo su ser a la gloria de Dios y al servicio del prójimo.

El Papa Benedicto XVI habló sobre la «Llamada Universal a la Santidad» durante su Audiencia General del miércoles 13 de abril de 2011, diciendo:

...Los santos expresaron de diversas maneras la presencia poderosa y transformadora del Resucitado. Dejaron que Jesús inundara tan totalmente su vida que pudieron decir con san Pablo "ya no vivo yo, sino que es Cristo quien vive en mí". Seguir su ejemplo, buscar su intercesión, entrar en comunión con ellos, "nos acerca a Cristo, así nuestra compañía con los santos nos une a Cristo, de quien como de su fuente y cabeza brotan todas las gracias y la vida misma del Pueblo de Dios (cf. Concilio Vaticano II, Constitución dogmática sobre la Iglesia, Lumen gentium, n. 50).
Por tanto, al final de esta serie de catequesis, quisiera ofrecer algunas reflexiones sobre lo que es la santidad. ¿Qué significa ser santo? ¿Quién está llamado a ser santo? A menudo se nos induce a pensar que la santidad es una meta reservada a unos pocos elegidos. San Pablo, en cambio, habla del gran plan de Dios y dice: "así como él (Dios) nos eligió en él [Cristo] antes de la fundación del mundo, para que fuésemos santos e irreprensibles en su presencia"  Y hablaba de todos nosotros. En el centro del plan divino está Cristo, en quien Dios muestra su Rostro, según el favor de su voluntad. El Misterio escondido en los siglos se revela en su plenitud en el Verbo hecho carne. Y Pablo dice a continuación: "en él se complació en habitar toda la plenitud de Dios" .

El Concilio Vaticano II, en la Constitución dogmática sobre la Iglesia, habla con claridad de la llamada universal a la santidad, diciendo que nadie está excluido: Muchas son las formas y las tareas de la vida, pero una sola es la santidad, la que cultivan todos los que actúan bajo el Espíritu de Dios y... siguen a Cristo, pobres, humildes y cargados con la cruz, para merecer ser partícipes de su gloria
La llamada universal a la santidad hunde sus raíces en el bautismo, y en el misterio pascual, que configura a la persona con Jesucristo, que es verdaderamente Dios y verdaderamente hombre, uniéndola así a la Segunda Persona de la Santísima Trinidad, poniéndola en comunión con la vida intratrinitaria.

Desde 1928, San Josemaría Escrivá, fundador del Opus Dei, predicó también la llamada universal a la santidad especialmente para los laicos que viven una vida cotidiana y realizan un trabajo ordinario: "Hay algo santo, algo divino, escondido en las situaciones más ordinarias, y a cada uno le corresponde descubrirlo. "  Mucho antes que Josemaría, Ben Sira enseñaba sobre los laicos que "sin ellos no puede habitarse una ciudad", y "mantendrán el estado del mundo, y todo su deseo está en el trabajo de su oficio. "
El Papa Juan Pablo II afirma en su Carta apostólica Novo millennio ineunte', su carta apostólica para el nuevo milenio, un "programa para todos los tiempos", que la santidad no es sólo un estado, sino una tarea, por la que los cristianos deben esforzarse por una vida cristiana plena, imitando a Cristo, Dios Hijo, que dio su vida por Dios Padre y por el prójimo. Esto implica un "entrenamiento en el arte de la  oración". Según el Papa, todas las iniciativas pastorales han de ponerse en relación con la santidad, ya que ésta ha de ser la máxima prioridad de la Iglesia. La llamada universal a la santidad se explica como más fundamental que el discernimiento vocacional a formas de vida particulares como el sacerdocio, el matrimonio o la virginidad.
En el núcleo de la espiritualidad de un católico está esta llamada a la perfección.